# Garibaldini siciliani nei Mille

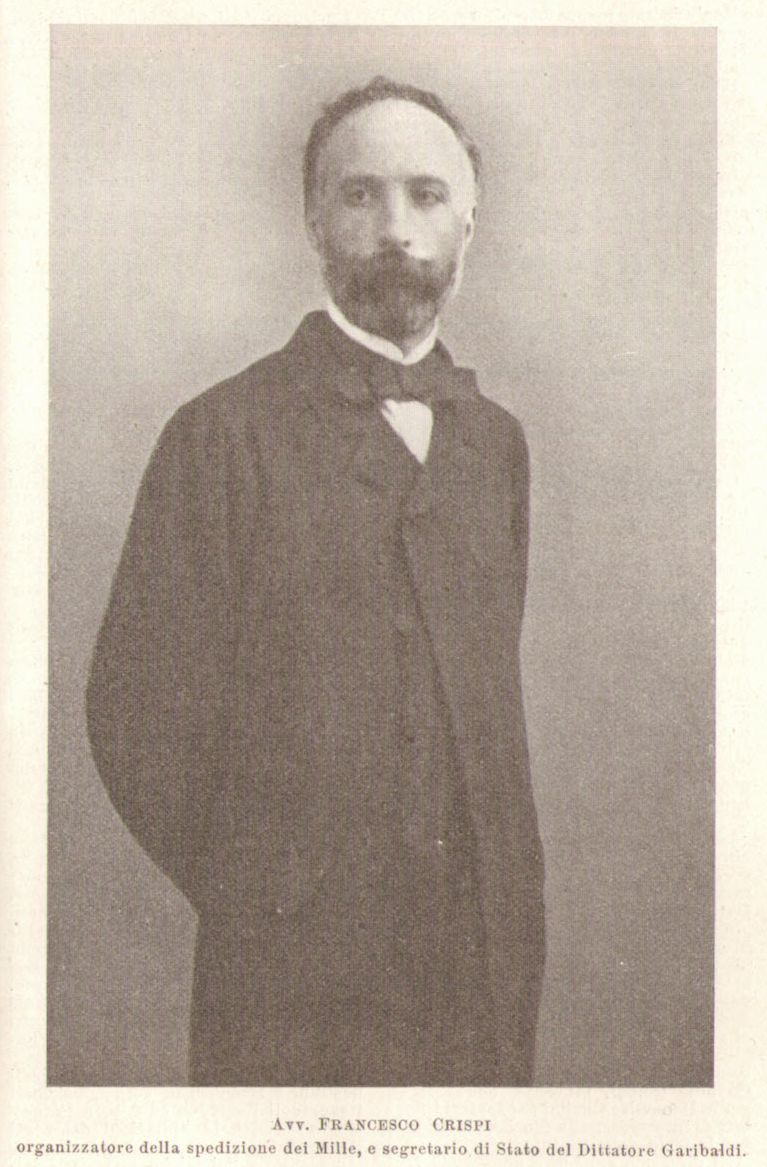
Francesco Crispi, il più autorevole dei siciliani che erano tra i Mille

Nel maggio del 1860 furono 45 i Garibaldini siciliani nei Mille. Siciliani che si trovavano fuori dall'isola, e si arruolarono volontariamente per partecipare alla campagna nell'Italia meridionale comandata da Giuseppe Garibaldi, la cosiddetta spedizione dei Mille, volta alla conquista del Regno delle Due Sicilie al fine dell'annessione di quest'ultimo al Regno d'Italia dei Savoia. La maggioranza erano esuli dal Regno delle Due Sicilie, a seguito degli avvenimenti del 1848-49. 
Altri come Rosolino Pilo e Giovanni Corrao sbarcarono nell'isola già in aprile per promuovere l'insurrezione di Palermo.
A loro, sin dallo sbarco a Marsala, si unirono centinaia di volontari siciliani che arrivarono a diverse migliaia nell'Esercito meridionale, durante la dittatura di Garibaldi

## Elenco

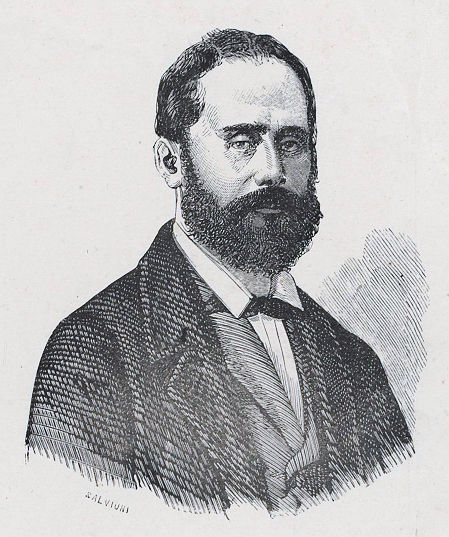
Salvatore Calvino, nello Stato maggiore della spedizione

1. Giuseppe Ajello (Palermo, 1828 - Palermo, 1 dicembre 1869)[1]
2. Domenico Bazzano (Palermo, 13 settembre 1827), portiere.
3. Giovan Battista Bensaia (Messina, 9 agosto 1825 - 1897), spedizioniere.[2]
4. Nicolò Bensaia (Messina, 1833 - Palermo, 14 ottobre 1874).
5. Francesco Bianco o Lo Bianco (Catania, 25 gennaio 1830 - 12 febbraio 1863), già brigadiere di P. S, morto a causa di un colpo di fucile fortuito.
6. Giuseppe Bonafede (Gratteri, 19 marzo 1831), direttore del giardino di acclimatazione di Palermo.
7. Vincenzo Bottone (Palermo, 24 dicembre 1838), già sottotenente di vascello.
8. Amari Giuseppe Bracco (Palermo, 29 marzo 1829), agente di cambio.
9. Vincenzo Buscemi (Palermo, 21 maggio 1816).
10. Ignazio Calona (Palermo, 16 settembre 1795 - Moncalieri, 3 settembre 1864) colonnello nell'esercito.
11. Salvatore Calvino (Trapani, 25 dicembre 1820), segretario generale del Consiglio di Stato, già deputato al Parlamento.
12. Antonio Campanella (Palermo, 28 febbraio 1823 - Arma di Taggia, 6 dicembre 1868), morto suicida.
13. Achille Campo (Palermo, 10 settembre 1833), capo macchinista del piroscafo Piemonte.
14. Giuseppe Baldassarre Campo (Palermo, 23 settembre 1830), possidente.
15. Giacinto Carini (Palermo, 1821- Roma, 1880), generale dell'esercito in disponibilità e deputato al Parlamento.
16. Salvatore Castiglia (Palermo, 10 marzo 1819), console generale di Italia a Odessa.
17. Vincenzo Chiossone (Messina, 2 maggio 1827 - 10 febbraio 1871), tenente nell'esercito.
18. Alessandro Ciaccio (Palermo, 29 ottobre 1818), possidente.
19. Donato Colombo (Ceva, 1838, residente a Trapani, professore nelle Regie scuole tecniche.
20. Francesco Crispi (Ribera, 16 ottobre 1818), avvocato e deputato al Parlamento.
21. Nicola De Palma (Milazzo, 1812 – Torre del Greco, 6 luglio 1861)
22. Giuseppe Di Cristina (Palermo, 14 febbraio 1821 - Altarello di Baida, 18 agosto 1867)
23. Vincenzo Di Franco (Palermo, 4 febbraio 1819), impiegato al Genio militare.
24. Gio.Battista Di Giuseppe (Santa Margherita di Belice, 17 gennaio 1816), maggiore pensionato.
25. Antonio Forni (Palermo, 7 gennaio 1806), maggiore delle piazze in riposo.
26. Vincenzo Fuxa (Palermo, 28 gennaio 1820), già maggiore di fanteria in aspettativa, ivi residente, impiegato allo Stabilimento agricolo.
27. Sebastiano Galigarsia (Favignana, 28 ottobre 1820 - Calatafimi, 15 maggio 1860)
28. Giuseppe La Masa (Trabia, dicembre 1819), generale in riposo.
29. Francesco Lojacono (Palermo, 16 maggio 1838, Palermo, 28 febbraio 1915), pittore.
30. Giuseppe Mustica (Palermo, 15 febbraio 1818), possidente.
31. Giuseppe Naccari (Palermo, ivi 1860)
32. Ignazio Occhipinti (Palermo, 12 gennaio 1823), medico.
33. Giuseppe Oddo (Palermo, 1806), colonnello pensionato.
34. Stefano Tedeschi Oddo (Alimena, 29 maggio 1836-Palermo 12 maggio 1882), tenente medico.
35. Giuseppe Orlando (Palermo, 14 marzo 1820), ingegnere navale e macchinista del Lombardo.
36. Vincenzo Giordano Orsini (Palermo, 1815), maggior generale a riposo.
37. Mario Palizzolo (Trapani, 14 gennaio 1823), colonnello di fanteria in riposo.
38. Antonio Pellegrino (Palermo, 17 gennaio 1828), procuratore di Case commerciali.
39. Marco Pistoja (Palermo, 23 marzo 1827), bettoliere.
40. Antonio Raccuglia (Palermo, 31 dicembre 1815), possidente.
41. Antonino Rizzo (Trapani, 20 febbraio 1824 - Palermo, 21 maggio 1860)
42. Andrea Scognamillo (Palermo - Genova, 1861)
43. Nicolò Maria Velasco (Trapani, 2 novembre 1810)
44. Antonio Vian (Palermo, 5 marzo 1836), già luogotenente di piazza in aspettativa.
45. Bartolomeo Vitale (Palermo, 7 luglio 1840), capitano marittimo.

## I picciotti
Subito dopo lo sbarco a Marsala alla colonna dei Mille si aggregarono subito quasi 200 volontari siciliani, e quando in seguito Garibaldi si proclamò Dittatore a Salemi, ancora altri siciliani si arruolarono, guidati dai fratelli Sant'Anna. 
Il 14 maggio arrivarono 500 volontari siciliani, dalle campagne di Erice, al comando di Giuseppe Coppola e del medico Rocco La Russa e combatterono già nella battaglia di Calatafimi. 

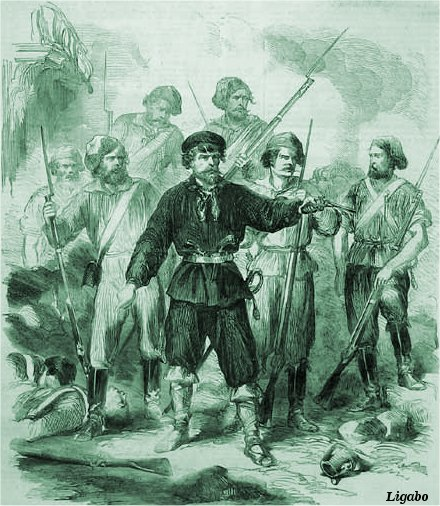
La Masa guida i suoi volontari nel maggio 1860 a Palermo

Il 27 maggio attaccarono Palermo da un lato i garibaldini provenienti da Calatafimi, dall'altro un migliaio di volontari palermitani guidati da Corrao e da Pilo, che cadde in combattimento. Quando arrivarono a Palermo i picciotti erano 3.000 e al termine della battaglia erano arrivati a 6.602.
Fu creata poi una brigata Sicula, dipendente dalla divisione Turr, comandata dal generale Giuseppe La Masa e dopo le sue dimissioni, dal 18 ottobre dal colonnello brigadiere Giovanni Corrao.